# Richard Heinrich Traugott Schmidt
Richard Heinrich Traugott Schmidt (* 13. März 1877 in Rendsburg; † 5. August 1955 in Hamburg-Blankenese) war ein deutscher Pastor. Während des Kirchenkampfes stand er auf der Seite der Deutschen Christen.

## Leben
Richard Heinrich Traugott Schmidt verließ Rendsburg nach Erlangung des Abiturs am 30. August 1897. Im darauffolgenden Jahr begann er das Theologiestudium an der Christian-Albrechts-Universität zu Kiel. 1899 wechselte er nach Greifswald, wo er unter anderem Lehrveranstaltungen bei Hermann Cremer und Johannes Haußleiter besuchte. Die erste theologische Prüfung legte er am 7. Mai 1903 in Kiel mit „fast gut“ ab. Zwischen dem 1. August 1903 und dem 23. Dezember 1904 besuchte Richard Schmidt das Predigerseminar in Preetz. Nachdem er seine zweite theologische Prüfung ebenfalls in Kiel mit dem Prädikat „gut“ bestanden hatte, wurde er in Altona ordiniert.
Seinen Kirchendienst begann er am 24. September 1905 als Hilfsgeistlicher in der Altonaer Kirche St. Johannis. Danach war er bis 1908 2. Compastor in Itzehoe. In dieser Zeit lernte er seine Frau Helene Cronemeyer kennen, die er am 9. September 1910 ehelichte. Die beiden bekamen zwei Kinder. Das erste Kind, Gertrud, kam am 28. August 1911 auf die Welt, der Sohn Heinz wurde am 12. Juni 1913 geboren. Am 5. November 1911 wurde Schmidt in Burg (Dithmarschen) als Pastor eingestellt. Am 18. Oktober 1931 wurde er  nach Blankenese versetzt. Dort blieb er bis zu seiner Ruhestandsversetzung aus gesundheitlichen Gründen am 1. April 1946.

## Positionierung zum Nationalsozialismus
Mitgliedschaften in der NSDAP oder ihren Organisationen und angeschlossenen Verbänden sind nicht bekannt. In der Weimarer Zeit unterstützte Schmidt die Deutschnationalen und warb für die NSDAP. Auch rief er zur Förderung des Winterhilfswerks auf. Aus den Norddeutschen Nachrichten geht hervor, dass er die nationalsozialistische Bewegung begrüßte. So lobte Pastor Richard Schmidt in seinen Predigten Adolf Hitler für sein „schlichtes, starkes Gottvertrauen“ und rief zum evangelischen Glauben auf.

## Kirchenpolitische Positionierung
Schmidt wurde 1933 Mitglied bei den Deutschen Christen. Er trat propagandistisch für die Glaubensbewegung ein und verkündete, dass sie notwendig für den nationalsozialistischen Staat sei. Nach dem sogenannten Sportpalastskandal verließ Pastor Schmidt die DC und trat 1934 in die „Landeskirchliche Front“ ein, aus der die gemäßigtere Nachfolgerin der Deutschen Christen hervorging, die „Lutherische Kameradschaft“.